# SN 2009hi
SN 2009hi – supernowa typu Ia odkryta 10 lipca 2009 roku w galaktyce NGC 7647. W momencie odkrycia miała maksymalną jasność 18,00m.